# Långtjärnen (Ängersjö socken, Hälsingland)
Långtjärnen är en sjö i Härjedalens kommun i Hälsingland och ingår i Ljusnans huvudavrinningsområde. Sjön har en area på 0,0499 kvadratkilometer och ligger 398,4 meter över havet.

## Delavrinningsområde
Långtjärnen ingår i det delavrinningsområde (687330-145125) som SMHI kallar för Utloppet av Stor-Ängersjön. Medelhöjden är 431 meter över havet och ytan är 17,1 kvadratkilometer. Räknas de 5 avrinningsområdena uppströms in blir den ackumulerade arean 43,4 kvadratkilometer. Kvarnån som avvattnar avrinningsområdet har biflödesordning 3, vilket innebär att vattnet flödar genom totalt 3 vattendrag innan det når havet efter 196 kilometer. Avrinningsområdet består mestadels av skog (69 procent). Avrinningsområdet har 3,05 kvadratkilometer vattenytor vilket ger det en sjöprocent på 17,8 procent.